# Araribá
O araribá (Centrolobium tomentosum; Fabaceae), do tupi "planta da arara", é uma árvore brasileira, nativa da Mata Atlântica, na floresta estacional semidecidual, nas encostas pedregosas. Ocorrencia confirmada nos estados de BA, DF, GO, MT, ES, MG, RJ, SP e PR.
Árvore de crescimento rápido, atinge até 22 m de altura. Seus frutos alados são dotados de espinhos e bastante grandes e duros. Madeira de grande qualidade - madeira de lei

## Imagens

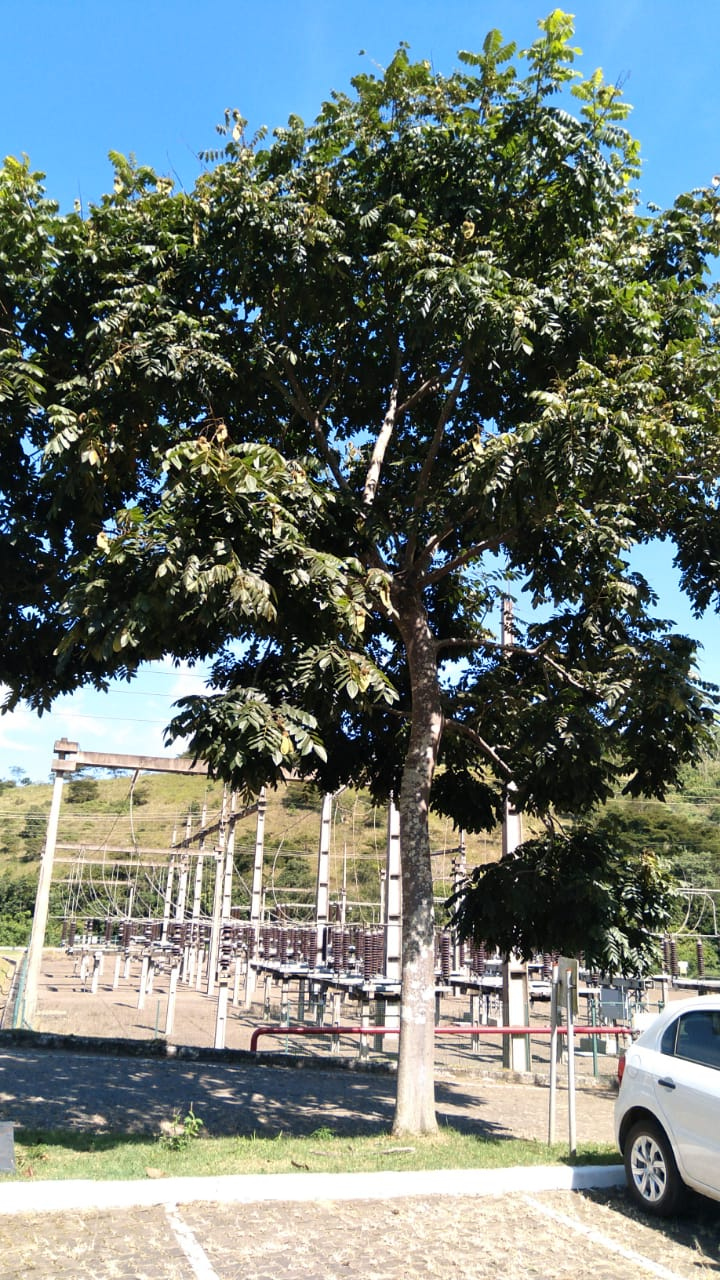
Árvore de Centrolobium tomentosum
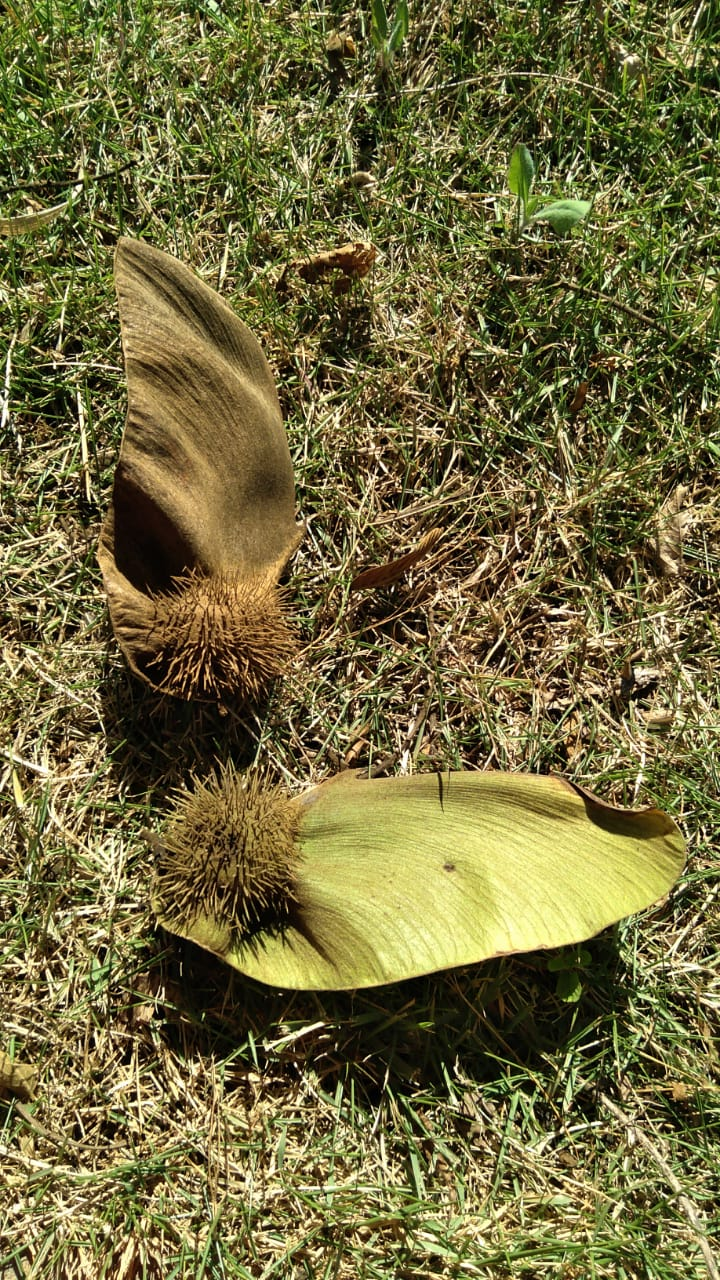
Fruto de Centrolobium tomentosum
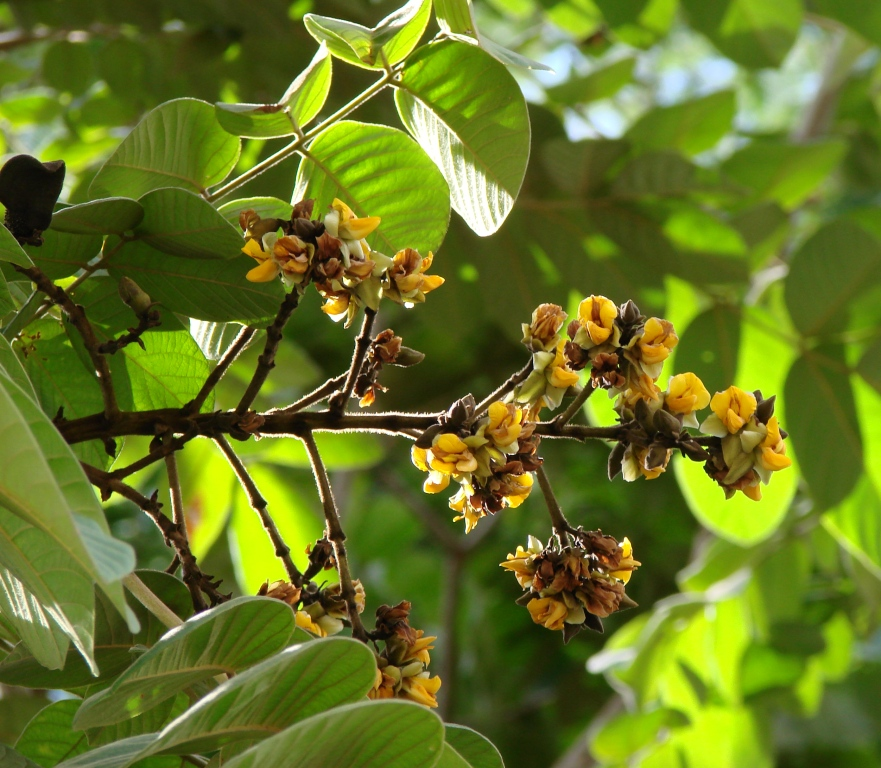
Folhas e flores de Centrolobium tomentosum